# Estrela do Norte (São Paulo)
Estrela do Norte é um município brasileiro do estado de São Paulo. Sua população estimada em 2007 era de 2.454 habitantes.

## História
Município criado por japoneses no início teve seu nome, como Patrimônio do Dragão. 
Anos depois, um morador da cidade que tinha uma fazenda em Minas Gerais como o nome de estrela do norte, colocou o mesmo nome no município.
Estrela do Norte teve no total 11 prefeitos. Passou por situações financeiras difíceis por ter uma baixa arrecadação. A última administração municipal, houve um grande crescimento com várias obras de infraestrutura,mas uma parte de má administração deixou uma grande divida nos cofres públicos.
Ao seu redor, encontra-se localizadas usinas de cana de açúcar, na qual se traz a renda de parte dos moradores.

## Demografia

### População
| Crescimento populacional                             | Crescimento populacional | Crescimento populacional | Crescimento populacional |
| Ano                                                  | População Total          |                          | %±                       |
| ---------------------------------------------------- | ------------------------ | ------------------------ | ------------------------ |
| 1970                                                 | 3 322                    |                          | —                        |
| 1980                                                 | 3 290                    |                          | −1,0%                    |
| 1991                                                 | 2 777                    |                          | −15,6%                   |
| 2000                                                 | 2 625                    |                          | −5,5%                    |
| 2010                                                 | 2 658                    |                          | 1,3%                     |
| 2022                                                 | 2 703                    |                          | 1,7%                     |
| Est. 2024                                            | 2 749                    | [ 5 ]                    | 1,7%                     |
| Fontes: Censos Demográficos IBGE e Estimativas SEADE |                          |                          |                          |

### Dados demográficos
Dados do Censo - 2000
População Total: 2.625
- Urbana: 1.786
- Rural: 839
- Homens: 1.361
- Mulheres: 1.264

Densidade demográfica (hab./km²): 9,97
Mortalidade infantil até 1 ano (por mil): 11,15
Expectativa de vida (anos): 74,96
Taxa de fecundidade (filhos por mulher): 2,42
Taxa de Alfabetização: 84,31%
Índice de Desenvolvimento Humano (IDH-M): 0,767
- IDH-M Renda: 0,657
- IDH-M Longevidade: 0,816
- IDH-M Educação: 0,827

(Fonte: IPEADATA)

## Geografia
Localiza-se a uma latitude 22º29'17" sul e a uma longitude 51º39'37" oeste, estando a uma altitude de 409 metros. Possui uma área de 263,3 km².

### Hidrografia
- Rio Paranapanema
- Ribeirão do Rebojo

### Rodovias
- SP-425

## Infraestrutura

### Comunicações
O sistema de telefones automáticos foi inaugurado na cidade em 1985 pela Telecomunicações de São Paulo (TELESP), que também implantou o sistema de discagem direta à distância (DDD) em 1988 com o código de área (0182).
Na década de 90 o código DDD da cidade foi alterado para (018), para padronização do sistema telefônico com a telefonia celular que estava sendo implantada em todo o estado.

## Administração
- Prefeito: Dehon Aparecido Toso (CIDA) - (2021/2024)
- Vice-prefeito: Alberto Martins de Oliveira (CIDA)(2021/2024)

## Religião
O Cristianismo se faz presente na cidade da seguinte forma:

### Igreja Católica
- A igreja faz parte da Diocese de Presidente Prudente.[12]

### Igrejas Evangélicas
- Assembleia de Deus Ministério do Belém.[13][14]
- Congregação Cristã no Brasil.[15]